# Flacher Lackporling
Der Flache Lackporling oder Malerpilz (Ganoderma applanatum, Syn.: Ganoderma lipsiense) ist ein sehr häufiger Pilz aus der Familie der Lackporlingsverwandten (Ganodermataceae).

## Merkmale
Die mehrjährigen Fruchtkörper des Flachen Lackporlings sind stiellos. Der Fruchtkörper wird 10–30 cm breit und 5–40 cm lang, in Ausnahmefällen auch deutlich größer. Im Mai 2013 wurde an Ahornstubben ein Exemplar mit 117 cm Breite und 76 cm Länge bei einem Umfang von 364 cm und einer Dicke von 2–15 cm gefunden. Im Normalfall ist er mit einer Dicke von 2–8 cm relativ flach.
Die konzentrisch gefurchte und unregelmäßig gewölbte Hutoberfläche ist grau bis dunkelbraun mit einer dünnen, eindrückbaren Kruste (Unterschied zum Wulstigen Lackporling). Durch auf die Hutoberfläche gewirbeltes Sporenpulver sind die Fruchtkörper oft mit kakaobraunem Sporenpulver bedeckt. Der Rand junger Fruchtkörper ist weiß und abgerundet, bei alten Exemplaren dünn und scharf. Die Hutunterseite ist frisch weißlich, auf Druck braun werdend (siehe auch bei Namen). Der Flache Lackporling besitzt etwa 5 bis 6 Poren je mm, sie sind sehr klein, meist rund. Wegen seines mehrjährigen Wachstums können sich die Röhren der Poren in mehreren Schichten ausbilden. Die Länge der Röhren schwankt etwa zwischen 5 und 20 mm. Das Fleisch ist von zäher, holzartiger Konsistenz. Die Trama ist dunkelbraun mit weißlichen Streifen durchzogen (sogenannte „Rebhuhntrama“, Unterschied zum Wulstigen Lackporling). Die Sporen sind rostbraun, mit feinwarziger Oberfläche, die im Lichtmikroskop als glatt erscheint. Ihre Form ist ellipsoid mit einer Größe von 5,5–8,5 µm.

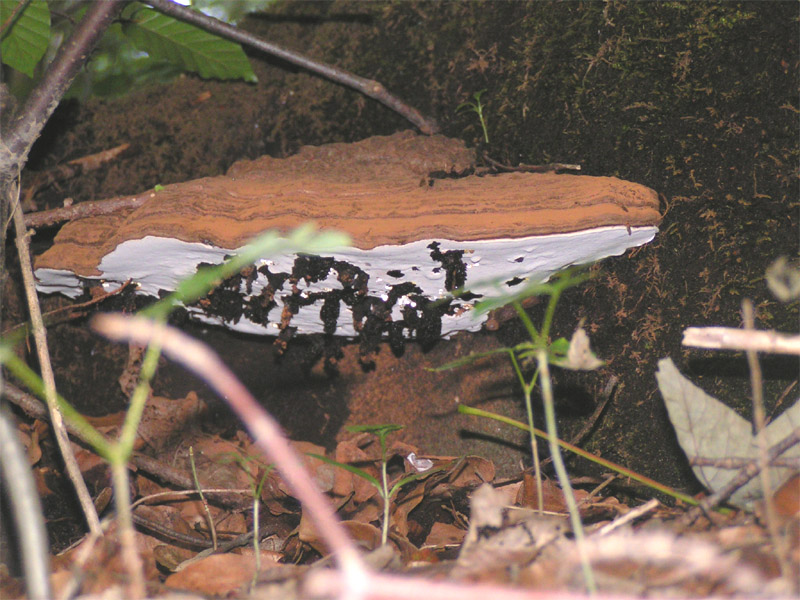
Flacher Lackporling mit Zitzengallen

Der Flache Lackporling wird nicht selten von der Zitzengallenfliege (Agathomyia wankowiczi) besiedelt, die an der Unterseite des Pilzes zitzenartige Auswüchse (Gallen) verursacht. Diese Gallen kommen nur beim Flachen Lackporling vor und sind damit ein gutes zusätzliches Merkmal für die Art.

## Lebensweise
Der Flache Lackporling ist ein (Schwäche)parasit und Saprobiont, der hauptsächlich an Laubhölzern vorkommt. Er ist in der Lage, den zum Absterben gebrachten Wirtsbaum bis in die Endphase der Zersetzung auszunutzen und kann daher sowohl an berindeten oder unberindeten noch festen Hölzern wie an sehr stark vermorschtem Holz frische Fruchtkörper oder Porenschichten bilden. Das Wirtsspektrum der Art ist beträchtlich, neben diversen Laubhölzern kann er (wenn auch deutlich seltener) an Nadelholz wachsen. Hauptwirt in Deutschland ist die Rotbuche. Krieglsteiner beschreibt jedoch eine unterschiedliche Präferenz für verschiedene Wirtsarten in Abhängigkeit von der Höhenstufe: In tieferen Lagen werden vor allem Pappel-Arten besiedelt, daneben deutlich weniger Weiden und Eichen, Rotbuchen werden hier nur sehr selten besiedelt. Mit zunehmender Höhenlage nimmt die Bedeutung der Rotbuche als Substrat zu, wobei in hohen Lagen Bergahorn hinzukommt.
Der Flache Lackporling kann in Deutschland in fast allen Waldgesellschaften gefunden werden. Daneben tritt er außerhalb von Wäldern auf, wenn entsprechendes Substrat vorhanden ist.
Die mehrjährigen Fruchtkörper können zu jeder Jahreszeit gefunden werden, die Sporenbildung setzt im Frühjahr ein, sobald die Durchschnittstemperatur höher als 6 °C ist, sie dauert die gesamte warme Jahreszeit über an und endet mit dem ersten Frost. Die Sporenproduktion findet hauptsächlich in der Nacht statt und hat über die Mittagszeit ein Minimum.

## Vorkommen
Der Flache Lackporling ist weltweit verbreitet und kommt nur in baumlosen Regionen nicht vor. In Deutschland wird er nur in den Trockengebieten seltener gefunden.

## Bedeutung
Der Flache Lackporling kommt als Speisepilz nicht in Frage, zwar ist er nicht giftig, als Nahrungsmittel aber viel zu zäh, von holzartiger Konsistenz und aufgrund seiner bitteren Inhaltsstoffe zu Genusszwecken ungeeignet.
Große Konsolen dieses Pilzes werden gerne verwendet, um ausgestopfte Tiere darauf zur Schau zu stellen.
In der ostasiatischen Volksmedizin wird der Flache Lackporling als Heilpilz verwendet. Wirkstoffe sind vor allem die in Lackporlingen enthaltenen Triterpenoide und Ganodersäuren. Verwendet wird der pulverisierte Pilz oder ein Extrakt. Eine Wirksamkeit wird angeblich erst nach einem langen Einnahmezeitraum erreicht. Das Spektrum der Anwendungen ist sehr weit gefächert und reicht von Schutz vor Erkältungen bis antikanzerogenen Wirkungen.

## Namen

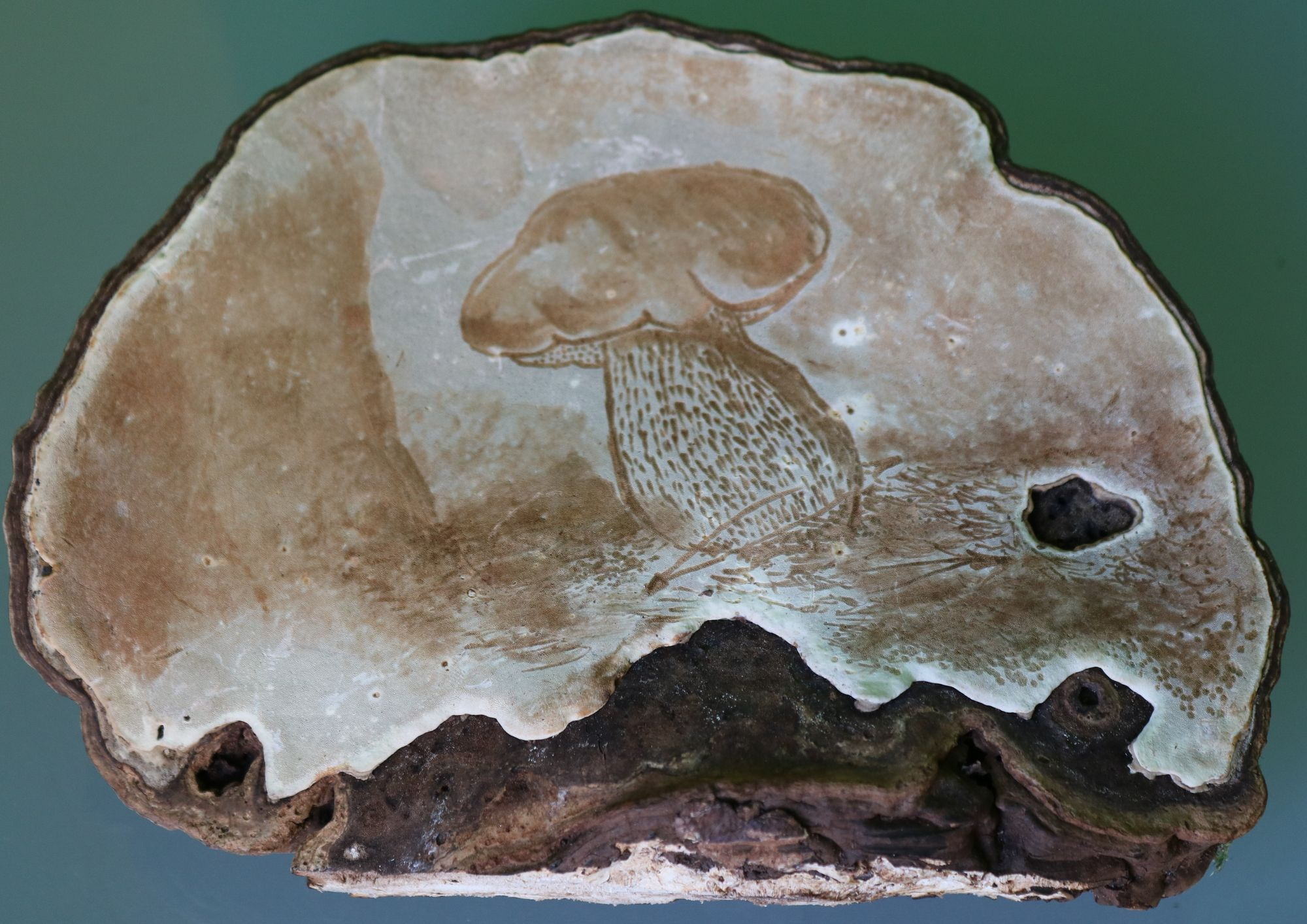
Zeichnung auf der Unterseite des flachen Lackporlings

Zur Ableitung des Gattungsnamens siehe unter Lackporlinge.
In den Vereinigten Staaten werden Fruchtkörper gelegentlich von Künstlern verwendet, die Bilder auf der Porenseite des Pilzes erschaffen, da sich diese Poren an Druckstellen dauerhaft braun verfärben. Von der künstlerischen Verwendung leitet sich die englische Bezeichnung „Artist’s Conk“ oder „Designer’s Mushroom“ für diesen Pilz ab. Im Deutschen wird der Pilz deswegen manchmal auch als Malerpilz bezeichnet.

## Verwechslung
- Der Wulstige Lackporling (G. adspersum) ist sehr ähnlich, hat aber eine wulstige statt einer scharfen Kante am Hutrand.
- Der Zunderschwamm (Fomes fomentarius) hat deutlich dickere Fruchtkörper, konsolen- bis hufförmige Fruchtkörper.
- Der Fichtenporling (Fomitopsis pinicola) besitzt eine meist auffällige rotrandige Wachstumszone am wulstigen Hutrand und ist von eher gedrungener Form, das von ihm genutzte Substrat (Nadelholz) wird vom Flachen Lackporling selten besiedelt.

## Verwandte Arten (Auswahl)
- Glänzender Lackporling (G. lucidum) Bild
- Wulstiger Lackporling (G. adspersum, syn. G. australe)
- Harziger Lackporling (Ganoderma resinaceum)
- Dunkler Lackporling (Ganoderma carnosum) Bild
- Kupferroter Lackporling (Ganoderma pfeifferi)

weitere Verwandte:
- Ganoderma curtisii Bild
- Ganoderma oregonese Bild
- Ganoderma sp. Bild, engl. Seite